# Romarico
Romarico (VI secolo – Remiremont, 653) fu monaco franco, fondatore dell'Abbazia di Remiremont di cui fu il primo abate. È venerato come santo dalla Chiesa cattolica.

## Biografia
Fu consigliere del re Teodeberto II e poi si ritirò nel monastero di Luxeuil.
Sui monti Vosgi, nell'antica Burgundia trovò il luogo adatto per fondarvi, insieme a sant'Amato, il suo monastero diventandone primo abate; in seguito il monastero diverrà la città di Remiremont, che ne prenderà il nome.
Nel monastero ricevette ed ospitò il suo amico Arnolfo di Metz.

## Culto
Viene ricordato l'8 dicembre.
(Martirologio Romano)